# Naklo
För andra betydelser, se Naklo (olika betydelser).

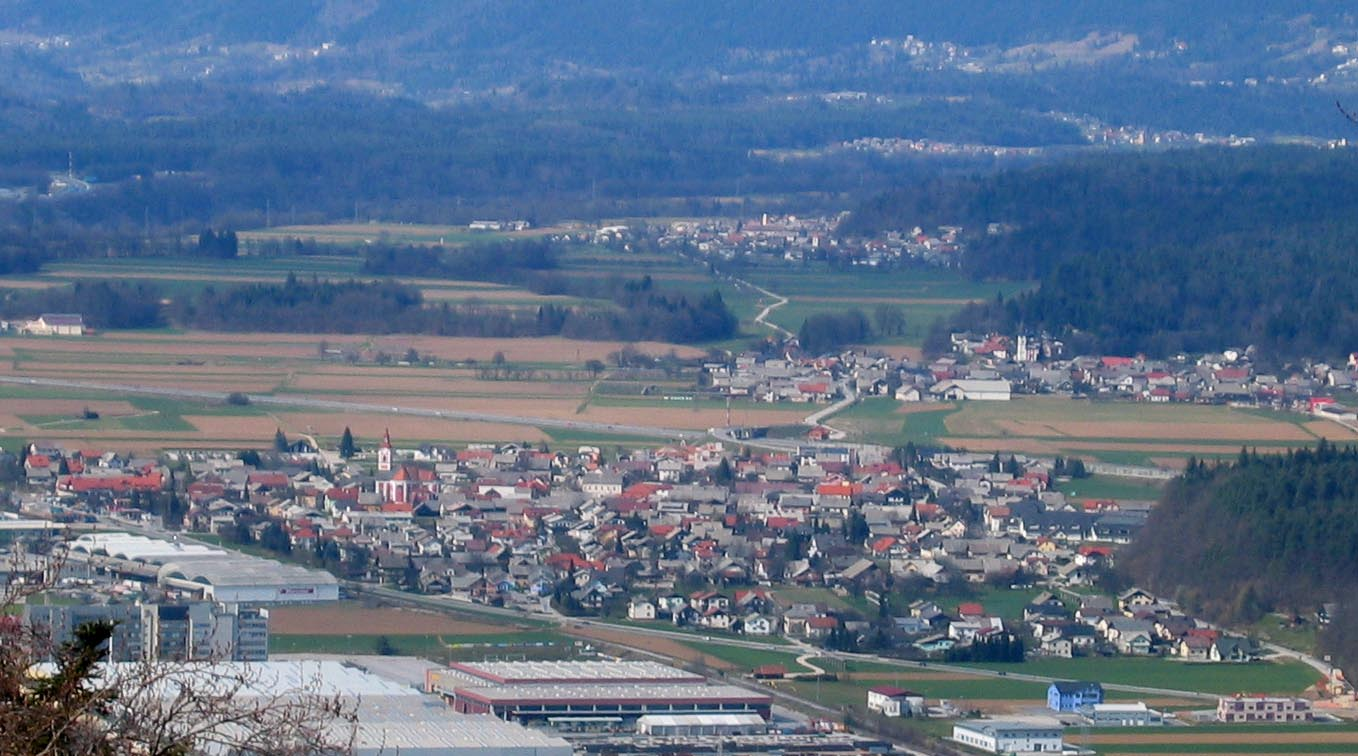
Utsikt över Naklo

Naklo (tyska: Naklas) är en ort i nordvästra Slovenien. Orten har 1 858 invånare (2019) och är huvudort för kommunen med samma namn.